# Pomnik plecaka we Lwowie
Pomnik plecaka we Lwowie – pomnik plecaka stojący na dziedzińcu budynku  Wydziału Geografii Uniwersytetu Lwowskiego.

## Opis
Pomysł wzniesienia pomnika rzucił młody geograf, absolwent Uniwersytetu Lwowskiego, Ihor Dykyj (ukr. Ігор Дикий). Jego wykonanie powierzono mistrzowi kowalstwa artystycznego ze wsi Zimna Woda w obwodzie lwowskim.
Pomnik ma postać realistycznej rzeźby dużego plecaka wykonanej z kutego żelaza. Stoi na osiemdziesięciocentymetrowym kamiennym postumencie, sam ma wysokość jednego metra. Do dużego plecaka przytroczone są m.in.: karimata, namiot, manierka, a nawet buty turystyczne. Metalowa rzeźba waży równo 300 kg. Nie jest na stałe przymocowana do kamiennej podstawy i naprawdę silni chętni mogą spróbować unieść plecak na jego paskach.
Intencją inicjatora było postawienie tu pomnika, który symbolizowałby Lwów jako miasto turystyczne, podkreślenie, że mieszkają tu otwarci ludzie, radośni podróżnicy mający szerokie perspektywy i wolne, demokratyczne poglądy na porządek świata, plecak turystyczny symbolizuje jedność i przyjazne stosunki wszystkich pokoleń i narodowości, łączy różnorodne postacie, pomaga w trudnych czasach.
Obok, na ścianie budynku Wydziału Geografii umieszczono tablice informacyjne, na których przedstawiono historię ewolucji plecaka turystycznego, jego różne formy, informacje o tym, jak i przez kogo plecaki były używane.
Jest to jedyny pomnik plecaka na świecie.